# Pfarrkirche Serfaus

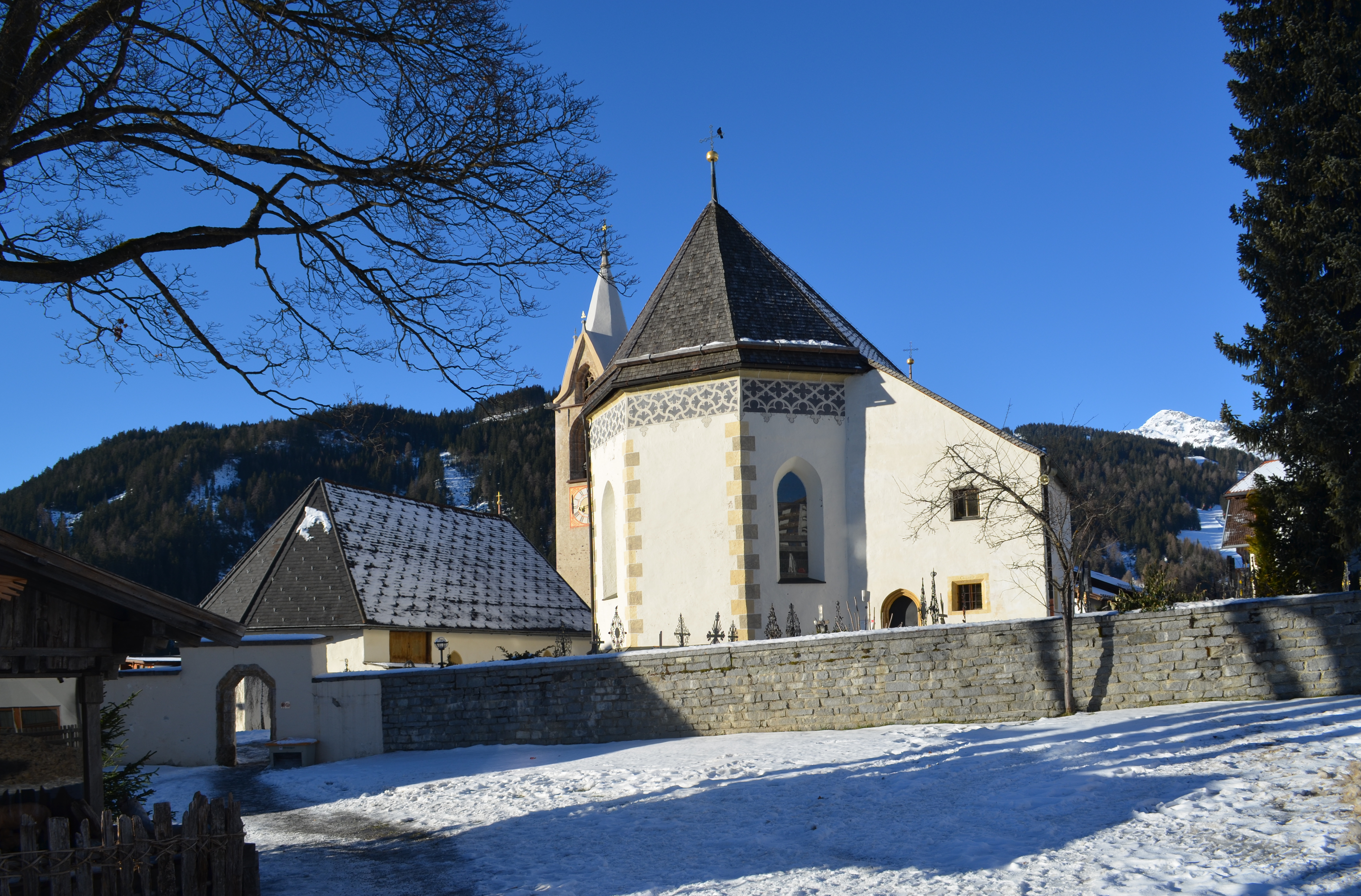
Pfarrkirche Mariä Himmelfahrt in Serfaus

Die römisch-katholische Pfarrkirche Serfaus steht in der Gemeinde Serfaus im Bezirk Landeck in Tirol. Sie ist dem Fest Mariä Himmelfahrt geweiht und gehört zum Dekanat Prutz in der Diözese Innsbruck. Das Gebäude steht unter Denkmalschutz.

## Lagebeschreibung
Die Kirche liegt erhöht im nördlichen Ortsteil. Sie steht zusammen mit der Wallfahrtskirche Serfaus, der alten Kirche, und dem freistehenden Kirchturm in einem Friedhof.

## Geschichte
Die heutige Pfarrkirche ist ein spätgotischer Kirchenbau aus dem späten 15. Jahrhundert. Der Chor wurde urkundlich 1497 erbaut. 1516 wurde die Kirche geweiht. Der Innenraum der Kirche wurde zwischen 1760 und 1770 barockisiert. Während der Innenrenovierung in den Jahren 1967 und 1968 wurden Volksaltar und Ambo aufgestellt. In den Jahren 1994 und 1995 wurde die Außenmauer samt dem spätgotischen Maßwerkfries restauriert.

## Architektur

### Außenbeschreibung
Die Kirche hat äußerlich einen spätgotischen Charakter. An der Mauer des Chors ist ein gemalter Maßwerkfries. Das Langhaus ist durch Dreiecklisenen mit Kreuzblumen und massive Eckpfeiler gegliedert. Dies deutet laut Gert Ammann auf die Errichtung durch den Baumeister Christian Frey hin. Aus der Zeit der Errichtung der Kirche existieren noch das Fresko des heiligen Christophorus an der Südseite der Kirche. Das Mosaik über dem gotischen Westportal der Fassade wurde erst 1906 geschaffen und zeigt den heiligen Josef. Das Mosaik wurde von Ludwig Pfefferle aus Zirl angebracht.

### Innenbeschreibung
Der Innenraum ist von der Barockisierung in den 1760er Jahren geprägt. Das Langhaus ist vierjochig. Das westliche Joch wird zur Gänze von der weit vorspringenden, zweigeschoßigen Orgelempore eingenommen. Der Chor ist zweijochig und wird durch einen 3/8-Schluss abgeschlossen. Es wird durch einen rundbogigen Triumphbogen vom Langhaus getrennt. Das Tonnengewölbe mit Stichkappen ist im Kern gotisch, wurde im Zuge der der Barockisierung jedoch barock verputzt. Es ruht auf Wandpfeilern mit schmalen Pilastern und Gesimsen. Im Scheitelpunkt der Fensterrahmungen sind Stuckmuscheln und Ranken zu sehen.
Deckenfresken
Das Gewölbe ist reich mit Fresken und Dekormalerei verziert. Diese stammt vom Maler Philipp Jakob Greil aus Pfunds. Neben der Deckenmalerei schuf er auch die Altarbilder und die Malereien am Triumphbogen.
Das große Deckenfresko über dem Chor zeigt den „Triumph des Christentums“. Zwischen zwei knienden Engeln ist das IHS-Monogram, das für Christus steht. Diesem huldigen die personifizierten Kontinente Europa, Afrika, Asien und Amerika. Am untersten Rand des Freskos ist der Höllensturz der gefallenen Engel dargestellt.